# San Floriano (Francesco del Cossa)
San Floriano è un dipinto tempera a uovo e fondo oro su tavola (79×55 cm) di Francesco del Cossa, databile al 1472-1473 e conservato nella National Gallery of Art di Washington. L'opera era lo scomparto superiore sinistro del Polittico Griffoni.

## Storia
Francesco del Cossa si trovava da poco a Bologna quando ricevette dalla famiglia Griffoni, la commissione di una pala d'altare per la propria cappella nella basilica di San Petronio, realizzata con la collaborazione di un altro maestro ferrarese, il più giovane ma molto promettente Ercole de' Roberti. La scelta di san Vincenzo Ferrer era legata alla dedica della cappella, voluta probabilmente dai Domenicani, essendo il santo canonizzato da relativamente poco (1448) ed essendo l'Ordine impegnato in una forte opera di diffusione del culto.
L'opera rimase nella cappella fino al 1725-1730, quando venne smembrata e immessa nel mercato antiquario in lotti separati: da allora i pannelli si dispersero. I due pannelli superiori di San Floriano e Santa Lucia finirono a Gubbio nelle collezioni del conte Ugo Beni verso il 1858. Nel 1882 vennero messi in vendita con gli altri beni del conte e acquistati da Joseph Spiridon, che li immise nel mercato antiquario. Nel 1936 furono acquistati dalla Samuel H. Kress Foundation e poi regalati nel 1939 al museo nazionale. Nel 1952 si aggiunse anche il tondo della Crocifissione.
Il polittico venne ricostruito virtualmente da Roberto Longhi nel 1935, con il fondamentale saggio Officina ferrarese.

## Descrizione e stile
San Floriano è raffigurato in piedi con la spada e un piede puntellati su un parapetto lapideo che fa da base al pannello. La diversa tipologia del fondo (oro rispetto al cielo e figure dei pannelli inferiori) aveva fatto dubitare che l'opera facesse parte del polittico, ma esso si riallaccerebbe dopotutto al piccolo Paradiso raffigurato in alto nel pannello centrale del San Vincenzo Ferrer. Floriano quindi, come anche Lucia, si troverebbe in una sorta di loggia paradisiaca da cui si affaccia per vedere la scena principale del polittico, con un gesto ben caratterizzato. Il santo tiene in mano una rosa rossa e il laccio che gli pende dal collo richiama il suo martirio, che avvenne per affogamento con una macina legata.
La sua figura è solenne e maestosa, risentendo dell'influenza di Piero della Francesca, e grande attenzione è data alla resa anatomica e naturalistica del soggetto, come si vede nella morbida gestualità e nella resa delle mani. La spazialità è suggerita dalla posa prorompente, dall'ovale della cappa rossa e dal cerchio scorciato che disegna la linea ondulata del bordo del sottanino.